# Leucopholis pollens
Leucopholis pollens är en skalbaggsart som beskrevs av Sharp 1876. Leucopholis pollens ingår i släktet Leucopholis och familjen Melolonthidae. Inga underarter finns listade i Catalogue of Life.